# Sivatagi sólyom
A sivatagi sólyom, más néven berber sólyom (Falco peregrinus pelegrinoides) a madarak (Aves) osztályának sólyomalakúak (Falconiformes) rendjébe, azon belül a sólyomfélék (Falconidae) családjába tartozó vándorsólyom egyik alfaja, bár mások szerint önálló faj Falco pelegrinoides tudományos név alatt.

## Rendszertani besorolása
Gloger-szabálya szerint, a sivatagi sólyom és a vándorsólyom megjelenésben, különböznek egymástól. A két madár között a genetikai távolság kicsi, és a fajok a DNS-t vizsgálva, parafiletikus csoportra utalnak. Habár a legtöbb rendszerező szerint ugyanabba a fajba tartoznak, a két madár viselkedése, élőhelye és testfelépítése különbözik a másikétól. Képesek ivarképes hibrideknek is életet adni, azonban ezeket a ragadozó madarakat a vikarizmus avagy fajhelyettesítés (a fajfejlődés (speciáció) azon változata, amikor valamilyen közös ős leszármazottai különböző földrajzi területeket vagy különböző jellegű élőhelyeket elfoglalva és azokhoz alkalmazkodva alakulnak más-más fajokká) jellemzi. Csak kevés helyen egyezik meg a szaporodási idejük; ilyen helyek például: Magreb, a Pandzsáb régió, Horászán és lehetséges az Altaj mongóliai része. Habár a szabad természetben ritka a hibridizáció, az előbb említett helyeken rendszeresen kereszteződik a két sólyom. Előfordulási területük legnagyobb részén, a két madár szaporodási időszaka nagyon eltér egymástól, úgyhogy a természetes kereszteződés igen ritka.

## Kifejlődése
Ha a Hierofalco alnem és a Falco nem közti genetikai távolság 2 százalékos, akkor a két csoport körülbelül 200 000-300 000 évvel ezelőtt válhatott el egymástól. A vándorsólyom és a sivatagi sólyom között 0,6–0,7 százalékos genetikai távolság van, ezt nevezzük „peregrinoid komplexumnak”. Ez a genetikai távolság arra utal, hogy két madár útja, a késő pleisztocénben, de az őskőkorszak vége előtt vált szét. A szétválás a Würm-glaciális (vagy legutóbbi jégkorszak) végén kezdődött el, amikor Észak-Afrikában és a Közel-Keleten elkezdődött az elsivatagosodás, és a Perzsa-öböl elzárt beltengerré vált, amely kiszáradásnak indult. A helybéli sólymoknak három választása maradt: vagy helyben maradnak és elszigetelődve tovább fejlődnek, vagy elvándorolnak megfelelőbb élőhelyekre, vagy egyszerűen kihalnak. Amint már tudjuk, a sólymok az első opciót választották, de mivel az éghajlat mindig változó, időnként a sivatagokat újból és újból visszaszorították a nedvesebb élőhelyek, úgyhogy a sivatagokon kívül élő sólymok „be-betörtek” a sivatagi madarak élőhelyére, így fenntartva genetikai jelenlétüket a sivatagi állományokban. Ugyanez az eset látható a kerecsensólyom (Falco cherrug) és a többi Hierofalco-faj esetében is. A csoport hasonló molekuláris parafiletizmust mutat, habár a Falco csoportnál fiatalabb.
A kövületek, ehhez a feltételezéshez, csak kismértékben járulnak hozzá. Az egyiptomi Asszuánban, ott ahol a mai Falco peregrinus minor alfaj él, 9000 éves vándorsólyom felkarcsontot (humerus) találtak. A sivatagi sólyom, azon kevés esetek egyike, amelyben biológiai szinten faji rangja van, de a fejlődéstörténeti rendszertan szerint, csak alfaj rangot éri el. Ez az eset, azt mutatja, hogy a „faj”, nemcsak egy másik fajból való kifejlődés, hanem a testvértaxontól való elszigetelt szaporodás öröksége és a sajátos alkalmazkodás az új életfeltételeknek megfelelően.

## Tudnivalók
Elterjedési területe Mauritánia, Marokkó, Algéria, Tunézia, Líbia, Egyiptom, Szudán, Izrael és Szíria. Nagyon hasonlít a Falco peregrinus brookeira, de annál világosabb, és a nyaka vöröses. Hasi mintázata kevésbé feltűnő. Méretre kisebb, mint az alapfaj; a tojó körülbelül 610 gramm tömegű, hossza 33–39 centiméter és szárnyfesztávolsága 76–98 centiméter.
A legtöbb rendszerező két alfajt, a Falco peregrinus pelegrinoidest és a Falco peregrinus babylonicust gyakran együtt külön fajnak, a sivatagi sólyomnak vagy berber sólyomnak (Falco pelegrinoides) tekintenek; habár a „Handbook of the Birds of the World” című enciklopédia 1994-ben a vándorsólyomba helyezte őket. Ezek a madarak a Kanári-szigetektől kezdve, Szahara szélein keresztül a Közel-Keletig, Közép-Ázsiáig és Mongóliáig fordulnak elő. A száraz területeket részesítik előnyben.
A sivatagi sólyomnak megvan a vöröses nyaka, de eltérő színezetű a vándorsólyomtól. Gloger-szabálya szerint a madarak színezete az éghajlatnak megfelelően alkalmazkodik. Ennek a sólyomnak különleges röpte van, csak szárnyának külső részével verdes, mint ahogyan néha a sirályhojszák (Fulmarus) teszik. Bár a vándorsólyom is használja ezt a repülési módot, nem olyan gyakran és élénken, mint a sivatagi sólyom. A vándorsólyomtól eltérően a sivatagi sólyom lapockái és csontos medencéje tompa, lábai pedig kisebbek. A két sólyomnak az év különböző szakaszaiban van a kotlási időszaka, azonban a határterületeken nem kizárt az alkalmi kereszteződés a két alfaj között.
Néha a Falco peregrinus madens alfajt is a sivatagi sólyom alfajaként sorolják be.

## Fordítás
- Ez a szócikk részben vagy egészben  a   Barbary Falcon című angol Wikipédia-szócikk ezen változatának fordításán alapul.  Az eredeti cikk szerkesztőit annak laptörténete sorolja fel. Ez a jelzés csupán a megfogalmazás eredetét és a szerzői jogokat jelzi, nem szolgál a cikkben szereplő információk forrásmegjelöléseként.